# Figură etimologică
În gramatică, figura etimologică (cf. la  figura etymologica, it  figura etimologica, fr  figure étymologique) este o construcție lexico-sintactică în care se alătură cuvinte având același radical. Astfel de construcții există atât în limbajul curent, cât și ca figuri de stil în opere literare și filozofice, în discursuri și în jurnalism. Termenul provine din retorică, fiind adoptat și de stilistică, drept denumire a unui procedeu de insistență, de intensificare prin repetiție.
Nu există unitate de vederi în privința naturii componentelor construcțiilor ce pot fi numite figuri etimologice. Unii autori folosesc numai acest termen pentru a denumi construcțiile din cuvinte diferite derivate de la același radical (deci înrudite etimologic), precum și pe cele din forme gramaticale diferite ale aceluiași cuvânt. Alții limitează această denumire numai la construcțiile din prima categorie, unii dintre aceștia dându-i ca sinonim termenul „parigmenon”. În alte lucrări se folosește numai termenul „poliptoton” pentru ambele tipuri de construcții. Se găsește și termenul „derivare” pentru primul tip de construcție, „poliptoton” fiind rezervat pentru al doilea. Există și o viziune în care figura etimologică este un caz particular al poliptotonului. Sunt și autori care folosesc termenii „figură etimologică” și „poliptoton”, dar includ unele construcții considerate de alții de tip politoton printre cele de tip figură etimologică. Iarăși alții folosesc termenul „figură etimologică” drept denumire comună, „parigmenon” pentru construcțiile de primul tip și „poliptoton” pentru cele de al doilea. În cele ce urmează, figura etimologică se prezintă în această ultimă viziune.
În limbajul curent, figura etimologică este limitată la nivelul sintagmei și al propoziției simple, având sau nu rol de intensificare, pe când ca procedeu literar poate fi prezentă și la nivelul unor entități sintactice mai extinse, având totdeauna rol de intensificare.

### Parigmenonul
Acest termen provenit din retorică desemnează o construcție la care participă cuvinte derivate de la același radical. Poate să nu aibă valoare intensificatoare în limbajul curent.
Una din aceste construcții este cea numită cu „complement intern”, adică cu complementul direct având același radical ca verbul său regent. Este posibil și cu unele verbe intranzitive, precum a trăi. Exemple:
ro  și-a trăit traiul, a cântat un cântec, scrie o scrisoare;
fr  vivre sa vie „a-și trăi traiul”, jouer gros jeu „a juca pe miză mare” (literal „a juca joc mare”);
en  to give a gift „a da un dar”, to dance a dance „a dansa un dans”;
hu  éneket énekel „cântă un cântec”, éli az életet „trăiește traiul”.
Unii autori consideră figură etimologică de tip parigmenon și pe cea cu complementul intern exprimat prin cuvânt cu radical diferit de cel al verbului, dar înrudit semantic cu acesta, ex. fr  Dormez votre sommeil „Dormiți-vă somnul”.
Sunt și alte construcții de tip parigmenon, de pildă:
- subiect–predicat:

ro  sapa sapă;
hu  uralkodó uralkodik „un domnitor domnește”;
- verb–complement indirect: ro  ... când cu gândul nu gândești, … tot de-o moarte are să moară (Ion Creangă)[1];
- atribut–substantiv: hu  Az el nem múló múlt „Trecutul care nu trece” (titlu de articol de ziar)[5].

Ca procedeu literar, parigmenonul se întâlnește și la nivelul unor entități sintactice mai extinse, precum propoziția dezvoltată sau fraza. Exemple:
ro  O sută de ani nu s-a clintit un fir de păr din locul lui, și s-au simțit mai străini străinii, în țară înstrăinată (Tudor Arghezi);
fr  Je montai dans un autobus plein de contribuables qui donnaient des sous à un contribuable qui avait sur son ventre de contribuable une petite boîte qui contribuait à permettre aux autres contribuables de continuer leur trajet de contribuables „Am urcat într-un autobuz plin de contribuabili care dădeau bani unui contribuabil care avea pe burta lui de contribuabil o cutiuță care contribuia să permită celorlalți contribuabili să-și continue traseul de contribuabili” (Raymond Queneau);
en  With eager feeding food doth choke the feeder „Cel ce mănâncă lacom se îneacă cu mâncarea” (William Shakespeare).

### Poliptotonul
De asemenea din retorică provine acest termen care denumește o figură etimologică în care se reiau forme flexionare ale aceluiași cuvânt, în funcție de categoriile gramaticale (caz, număr, timp sau mod verbal etc.) ce caracterizează o limbă sau alta.
În limbajul comun, una din construcțiile cu poliptoton este cea intensificatoare numită superlativ popular, în care termenii sunt într-un raport de posesie, de genul construcției he  שיר השירים (Șir hașirim) Cântarea Cântărilor, acest exemplu fiind calchiat în numeroasele limbi în care s-a tradus Biblia ebraică. Exemple:
ro  frumoasa frumoaselor, prostul proștilor;
hu  szépek szépe „frumosul/frumoasa frumoșilor/frumoaselor”, poklok pokla „iadul iadurilor”.
Construcția numită în unele gramatici „complement dublu” este una de gradare. Există ca poliptoton în maghiară, ex. óráról órára „din oră în oră”. Nu se poate reda tot prin poliptoton în limbile în care construcția echivalentă este analitică, cuvântul rămânând neschimbat, ca în română.
În limba maghiară se mai găsesc construcții de intensificare prin poliptoton precum:
- cea bazată pe gradul comparativ de superioritate, ex. szebbnél szebb lit. „mai frumos/frumoasă decât mai frumos/frumoasă”[23];
- verbul la un mod personal intensificat prin același verb la gerunziu, ex. kérve kér lit. „roagă rugând”, várva vár lit. „așteaptă așteptând”[24].

Altă construcție este cea a complementului circumstanțial de relație cu poliptoton. Aceasta exprimă o concesie:
- cu complementul exprimat prin verb:

ro  la modul supin: De citit, am citit;
hu  la infinitiv: Hallani hallom, de érteni nem értem „De auzit aud, dar de înțeles nu înțeleg”;
- cu complementul exprimat prin adjectiv:

hu  Szépnek szép „De frumos/frumoasă e frumos/frumoasă”.
Ca procedeu literar, poliptotonul de asemenea se întâlnește și la nivelul unor unități sintactice mai extinse. Exemple:
ro  Dar ce nu pot pricepe ea pricepu, de plânge? (Tudor Arghezi);
fr  Et l’on sait tout chez moi, hors ce qu’il faut savoir lit. „Și se știe totul la mine, afară de ce trebuie știut” (Molière);
en  Judge not, that ye be not judged „Nu judecați, ca să nu fiți judecați” (Evanghelia după Matei);
hu  Szemet szemért „Ochi pentru ochi” (Cartea Exodului).